# Пулкорга
Пулкорга — мелкий остров в Белом море. Административно относится к Приморскому району Архангельской области России. Название восходит к саамскому слову «пулл» («поплавок»).
Остров расположен в 1,2 км севернее мыса Ухт-Наволок при входе в пролив Жижгинская Салма. Ранее на острове был установлен освещаемый знак  для облегчения прохождения судов по проливу. В 1995 году он был разрушен.
Поверхность острова скалистая, каменистая, освобождена от растительности.